# GN-z11
GN-z11 is een sterrenstelsel in het sterrenbeeld Grote Beer. Waarnemingen met behulp van de ruimtetelescopen Hubble en Spitzer werden in maart 2016 gepubliceerd. GN-z11 heeft een roodverschuiving van 11,1 en bevindt zich op een afstand van 13,4 miljard lichtjaar van de Melkweg. Het heelal was toen slechts ongeveer 400 miljoen jaar oud.  Daarmee was het sterrenstelsel tot 29 september 2022 recordhouder; toen werd een roodverschuiving van 13,2 gemeten voor JADES-GS-z13-0.
GN-z11 is veel kleiner dan de Melkweg, ongeveer 1/25ste in diameter. Het stelsel bevat 100x minder massa dan de Melkweg, maar nieuwe sterren worden 20x sneller geboren. Het bevat daarbij ook een zwart gat, dat zestig miljoen keer zo zwaar is als onze zon.